# Četvrtak
Četvrtak je četvrti dan u tjednu, koji se nalazi između srijede i petka.
Po nekim konvencijama, četvrtci u godini određuju brojanje sedmica: prva sedmica se definira kao sedmica koja sadrži prvi četvrtak u godini, itd.
U Ujedinjenom Kraljevstvu, svi generalni izbori od 1935. godine su održani na četvrtak i to je postala tradicija, iako ne zakonska obaveza  (što znači da se izbori mogu održati bilo kog dana osim subote, nedjelje, Badnji dan,  Veliki četvrtak, Veliki petak, javne praznike u bilo kom dijelu Ujedinjenog Kraljevstva i bilo koji dan predviđen za javnu zahvalnost i tugovanje). Objašnjenje koje se ponekad daje za činjenicu da je četvrtak dan za izbore je to da je on bio, u većini gradova, tradicionalni tržni dan, iako se također zna da izbor ima praktične prednosti - rezultati izbora se znaju u petak, tako da nova ili postojeća administracija ima vikend da se organizira u pripremi za vladu za ponedjeljak, prvi dan novog tjedna poslije izbora.
U Hindu religiji, četvrtak je dan Gurua ili guruvar.

## Značajni dani
- Veliki četvrtak, je četvrtak prije Uskrsa, tradicionalno dan čišćenja.
- Crni četvrtak se odnosi na 24. listopada 1929. godine kada su cijene dionica na njujorškoj burzi znatno pale (takozvani krah burze), Ovaj krah je obilježio početak Velike depresije. (NYSE  Arhivirana inačica izvorne stranice od 30. studenoga 2004. (Wayback Machine))